# Rhudara endymion
Rhudara endymion är en fjärilsart som beskrevs av William Schaus 1892. Rhudara endymion ingår i släktet Rhudara och familjen tandspinnare. Inga underarter finns listade.